# Яські (Вармінсько-Мазурське воєводство)
Яські (пол. Jaśki, нім. Jaschken) — село в Польщі, у гміні Олецько Олецького повіту Вармінсько-Мазурського воєводства.
Населення — 335 осіб (2011).
У 1975-1998 роках село належало до Сувальського воєводства.

## Демографія
Демографічна структура станом на 31 березня 2011 року:
|          | Загалом | Допрацездатний вік | Працездатний вік | Постпрацездатний вік |
| -------- | ------- | ------------------ | ---------------- | -------------------- |
| Чоловіки | 161     | 36                 | 103              | 22                   |
| Жінки    | 174     | 26                 | 85               | 63                   |
| Разом    | 335     | 62                 | 188              | 85                   |